# حقوق بشر در پاراگوئه

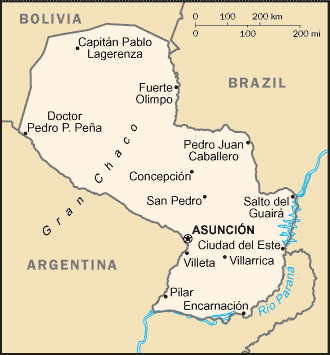

حقوق بشر در پاراگوئه (انگلیسی: Human rights in Paraguay) به لحاظ فنی، قانون پاراگوئه تبعیض در زمینه جنسیت، نژاد، زبان، معلولیت یا وضعیت اجتماعی را ممنوع می‌کند، اما با این وجود در عمل تبعیض گسترده‌ای در زمینه‌های مذکور در این کشور وجود دارد.

## آزادی بیان و مطبوعات
براساس قانون پاراگوئه، آزادی بیان و مطبوعات از لحاظ قانونی تضمین شده‌است. رسانه‌های خبری مستقل و آزاد هستند تا دولت را مورد انتقاد قرار دهند، اگرچه مقامات سیاسی اغلب از رسانه‌ها برای افتراهایی که به آنها زده می‌شود شکایت می‌کنند تا به اینگونه تحقیقات نامطلوب خاتمه دهند. با این وضع روزنامه‌نگاران به دلیل گزارشهایی که می‌دهند، اغلب در معرض آزار و اذیت، تهدید و خشونت قرار دارند، و در درجه اول هم از جانب قاچاقچیان مواد مخدر و سندیکاهای جنایتکار مستقر در بخش‌های مرزی برزیل مورد تهدید هستند. دولت دسترسی اینترنت یا آزادی آکادمیک را محدود نمی‌کند.

## آزادی اجتماعات
آزادی اجتماعات محدود است و تظاهرات تنها در برخی زمان‌ها و مکان‌های خاص مجاز است. مردم پاراگوئه می‌توانند آزادانه به همه جای کشور یا به خارج سفر کنند و به پاراگوئه برگردند.
انتخابات آزاد و عادلانه است، اگرچه احزاب ثبت نشده و نامزدهای مستقل مجاز به شرکت در انتخابات ملی و اداری نیستند. این کشور پناهندگان سیاسی را (عمدتاً از کوبا) پذیرفته‌است.

## موضعگیری‌ها
کمیته حقوق بشر سازمان ملل در سال ۲۰۰۶ از پاراگوئه خواسته‌است تا «اطمینان حاصل کند که قانون حمایت از لغو تبعیض جنسیتی به اجرا درآید و اینکه نهادهای ایجاد شده برای این منظور برای عملیات مؤثر خود به اندازه کافی تأمین مالی شوند.» وی همچنین از پاراگوئه خواسته‌است «اطمینان حاصل کند که در شرایط کار برابر برای مردان و زنان دستمزد مساوی در نظر گرفته شود و برای افزایش مشارکت زنان در تمام عرصه‌های زندگی عمومی و خصوصی اهتمام ورزد».

## اقوام بومی
دولت پاراگویه از امضا کنندگان پیمان ۱۶۹ کنوانسیون اقوام بومی و قبیله‌ای، سازمان بین‌المللی کار (ILO) و اعلامیه جهانی حقوق مردم بومی (UNDRIP) است؛ لذا مفروض است که حقوق مردم بومی از سوی مؤسسه ملی بومیان (INDI)، وزارت عامه و دفتر بازرسی حمایت می‌شود. با این حال در عمل تبعیض علیه افراد بومی رایج است و حقوق افراد بومی، به ویژه حق مالکیت آنها، اغلب مورد تجاوز مقامات قرار می‌گیرد. با اینکه افراد بومی مجاز به خدمت در بخشهای دولتی هستند، اما هیچ فرد بومی در موقعیتی در سطح عالی‌رتبه دولتی وجود ندارد.